# Halfdan Nobel Roede
Halfdan Nobel Roede, född 4 november 1877 i Kristiania (nuvarande Oslo), död 31 december 1963, var en norsk regissör, teaterchef, kompositör och pianist.
Nobel Roede var en av den norska stumfilmens pionjärer. Han regidebuterade 1911 med Fattigdommens forbandelse och regisserade samma år Under forvandlingens lov. Den senare är den äldsta bevarade norska stumfilmen. År 1912 regisserade han filmerna Alt for Norge och Hemmeligheden. Filmerna producerades av bolaget Internasjonalt Film Kompagni A/S.
Han ägde en tid olika teatrar i Kristiania som Cosmorama, Colosseum, Chat Noir och Mayolteatret. År 1919 var han med och instiftade Filharmonisk selskap. Han var även kompositör och pianist och till hans mest kända verk hör "L’amour qui pleure, Chagrin d’amour" och "Valse Nobel".

## Filmografi
- 1911 – Fattigdommens forbandelse
- 1911 – Under forvandlingens lov
- 1912 – Alt for Norge
- 1912 – Hemmeligheden